# Dánsko na Letních olympijských hrách 1928
Dánsko se účastnilo Letní olympiády 1928 v nizozemském Amsterdamu. Zastupovalo ho 91 sportovců (82 mužů a 9 žen) ve 14 sportech.

## Medailisté
| Medaile | Jméno                                                                      | Sport      | Soutěž                          |
| ------- | -------------------------------------------------------------------------- | ---------- | ------------------------------- |
| Zlato   | Henry Hansen                                                               | Cyklistika | Muži silniční závod jednotlivců |
| Zlato   | Henry Hansen Leo Nielsen Orla Jørgensen                                    | Cyklistika | Družstvo mužů − hromadný start  |
| Zlato   | Willy Hansen                                                               | Cyklistika | Muži 1 000 m s pevným startem   |
| Stříbro | Vilhelm Vett Nils Otto Møller Aage Høy-Petersen Peter Schlütter Sven Linck | Jachting   | Muži třída 6 m class            |
| Bronz   | Michael Michaelsen                                                         | Box        | Muži váha těžká do 79,4 kg      |
| Bronz   | Willy Hansen                                                               | Cyklistika | Muži sprint                     |